# Yxtaholm

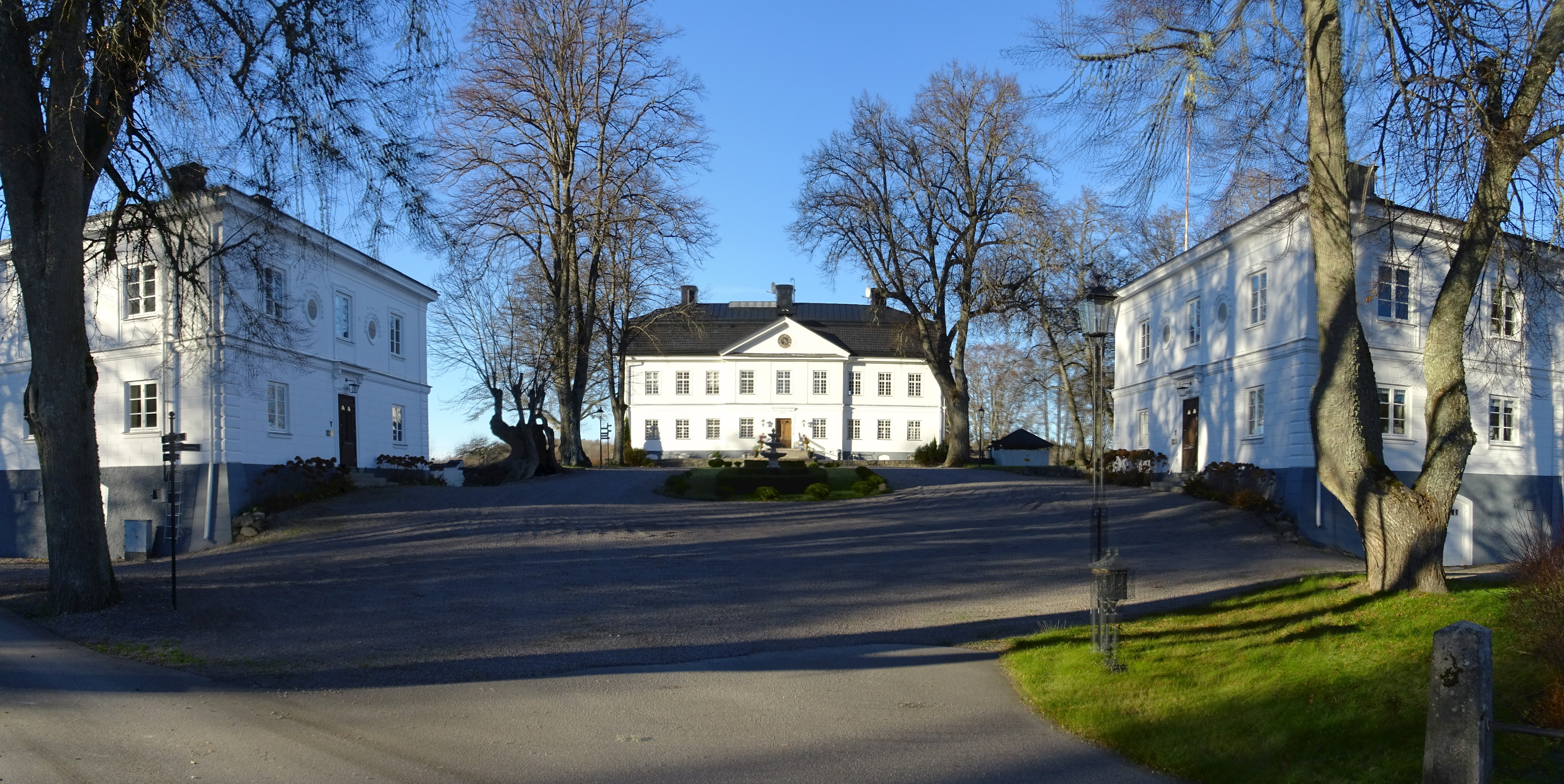
Yxtaholm, huvudbyggnad och flyglar, vy från sydost i november 2021.

Yxtaholm är en slottsliknande herrgård i Mellösa socken i Flens kommun, Södermanland. Byggnaden har ett dominerande läge på en udde i Yxtasjön. Anläggningen är sedan 2010 hotell med restaurang och konferensverksamhet.

## Historia

### Gårdens utveckling

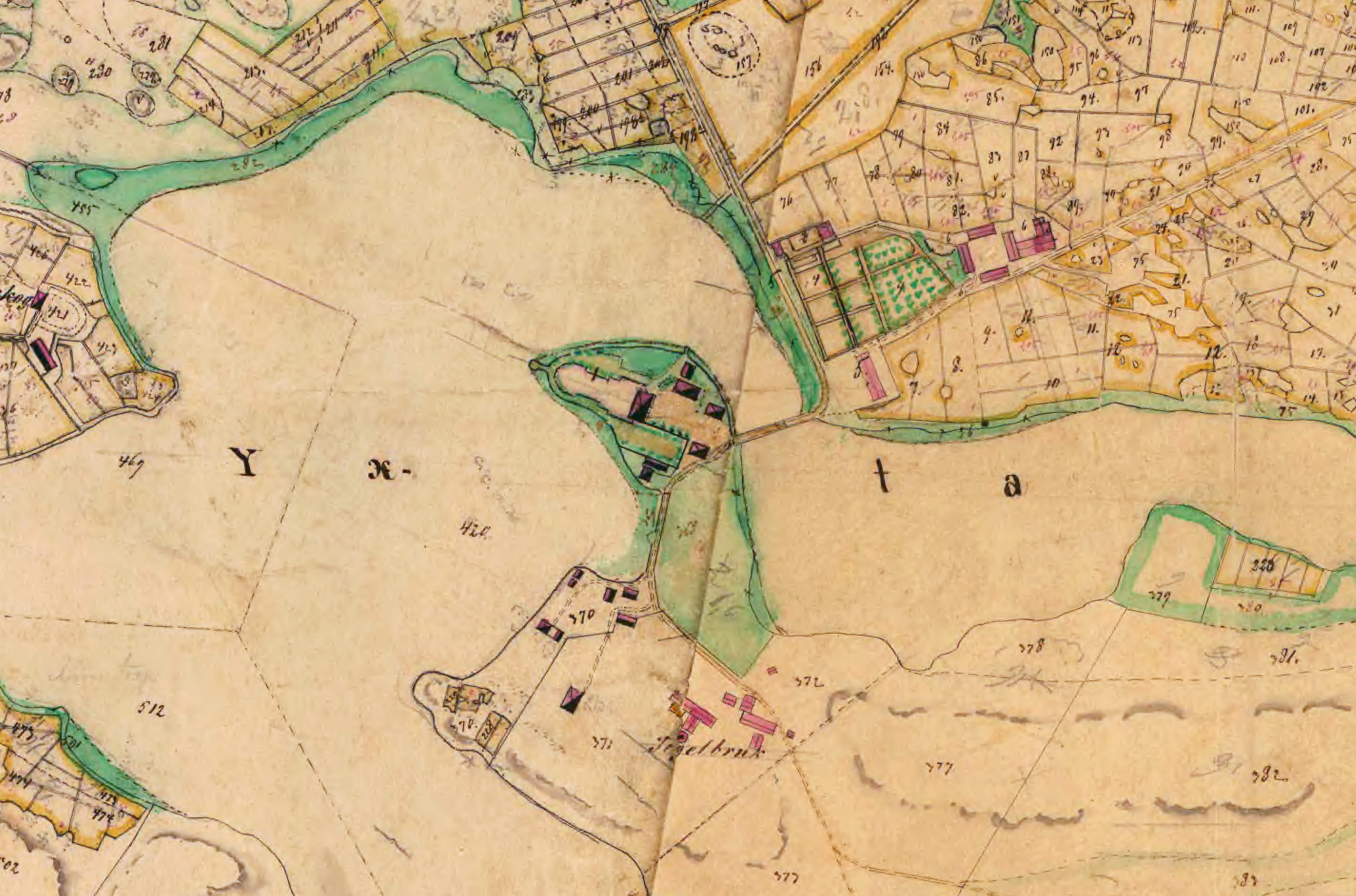
Yxtaholm 1872.

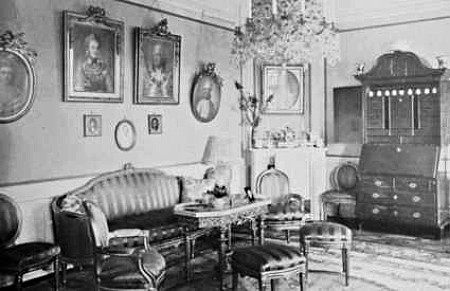
Salongen omkring 1900.

Yxtaholm omtalas Yxta under medeltiden och omnämns i skrift redan 1305. År 1329 tillhörde egendomen en Lars Knutsson. På 1400-talet ägdes Yxta av Yxtaätten och Gerasläkten och var senare en del av Nyköpings slottslän. I slutet av 1500-talet tillhörde det Forstenaätten, varunder det 1584 blev sätesgård. Det tillhörde sedan omväxlande släkterna Ulfsparre af Broxvik och Liljesparre. 1676 pantskrevs godset till landshövding Jakob Fleming (död 1689), som 1680 blev Yxtaholms ägare. 
Genom gifte med Beata Gustava Sparre af Rossvik (1720–1782) kom Yxtaholm 1738 till överintendenten Gustaf Nils Clodt (1712–1770). År 1752 började han nydana bebyggelsen. Mellan nuvarande holmen och fastlandet lät han anlägga en 80 meter lång stenbro. De tidigare träbyggnaderna ersattes då av nuvarande huvudbyggnad och två flyglar i vitputsat tegel som tillsammans innehöll 24 rum. Till detta kom det ståtliga stallet i tre våningar (dagens reception), lusthus, tvättstuga och orangeri. Samtliga byggnader uppfördes i tegel som tillverkades på det egna tegelbruket, den gamla tegelugnen och torkladan finns fortfarande bevarade. Hela byggnadstiden sträckte sig över 15 år från 1752 till 1767 och Clodt fungerade själv som arkitekt för stallbyggnaden.
Efter Coldts död kom Yxtaholm till grosshandlaren Anders Tottie (1736-1816). Det köptes 1830 av greve Carl De Geer (1781–1861) och var änkesäte för hans maka, född Sprengtporten (död 1869). Sedan har Yxtaholm ofta bytt ägare och tillhört bland annat släkterna von Platen, Hamilton, Rettig, af Ugglas, Bielke, von Rosen och Braunerhielm. 
Åren 1909-1910 när Samuel G.L. af Ugglas var ägare iordningställdes vindsvåningen efter ritningar av arkitekten Ragnar Östberg. Då tillkom ytterligare några rum samt ett stort bibliotek omfattande mellan 8 000 och 10 000 volymer. Samuel af Ugglas erhöll 1908 tillstånd att överflytta fideikommisset från Färna till Yxtaholm. När han sålde Yxtaholm 1916 upplöstes Yxtaholms fideikommiss och fideikommisskapital avsattes i form av bland annat stadsfastigheter.

### Kursgård och hotell
År 1948 förvärvade Svenska Arbetsgivareföreningen Yxtaholm och rustade upp slottet, som var ganska förfallet. Yxtaholm användes som internat och kursgård. Slottet renoverades och fick hotellrum med bad, konferenslokaler och matsalar. Våren 2010 beslutade Svenskt Näringsliv (tidigare Svenska Arbetsgivareföreningen) att sälja Yxtaholm. 
Slottet med samtliga byggnader och ett omgivande markområde på omkring 110 hektar har därefter sålts till affärskvinnan Wonna I de Jong för 33,5 miljoner kronor. Därefter stängde anläggningen för ”att genomgå en omstrukturering och besiktning / renovering”. Hotellet har 79 bäddar fördelade i enkel- & dubbelrum. Matsalar och salonger inryms i slottsbyggnaden medan konferenslokaler för 10-80 personer återfinns i den ståtliga stallbyggnaden.

### Bebyggelsen

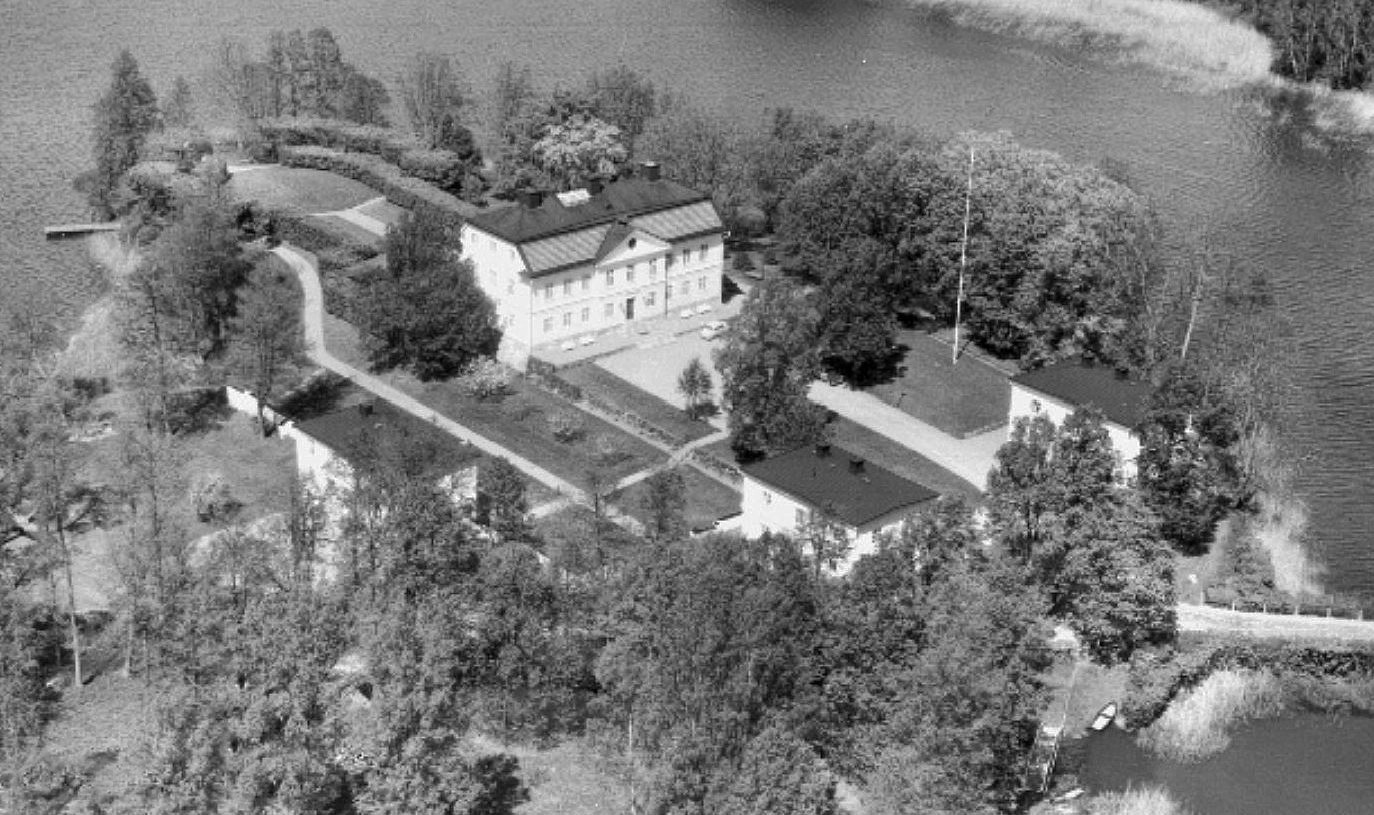
Yxtaholm flygfoto, 1950-tal.

Till Yxtaholm hör ett stort antal byggnader, bland annat själva huvudbyggnaden med tre flyglar som ligger samlade på slottsholmen, dessutom före detta stallet (idag plats för reception och konferenslokaler) med trädgårdsflygeln och trädgårdsmästarbostaden öster om slottet. Brostugan, strandvillan, Molinska villan och byggmästarbostaden. Den gamla tegelugnen med torklada och tegelmakarens hus ligger sydväst om slottet. 
Corps de logi är ett vitt putsat tvåvåningshus med nio fönsteraxlars längd under ett brutet och valmat sadeltak, täckt med plåt och svartglaserad tegel. Entrésidan domineras av en tre fönsteraxlars bred frontespis som kröns av en fronton med klocka i tympanonfältet. Ursprungligen fanns ett klocktorn på frontespisen som togs bort i samband med en sentida ombyggnad. Över entréportalen syns årtalet 1753 som anger husets byggår.
Mot sjösidan framspringer bottenvåningen och bildar en terrass. På entrésidan flankeras huvudbyggnaden av två flyglar i två våningar under ett valmat, plåttäckt tak. Söder om huvudbebyggelsen märks ytterligare en flygel som kallas ”nya flygeln”, tillkommen på 1950 eller 1960-talet. Söder om gårdens corps-de-logi utbreder sig en mindre engelsk park. Intill den tidigare stallbyggnaden fanns en stor trädgård med orangeri och öster om den utbredde sig gårdens ekonomibyggnader med ladugårdar anordnade i fyrkant. Här står idag två ekonomibyggnader av modernt snitt.

### Bilder

Huvudbyggnad och flyglar
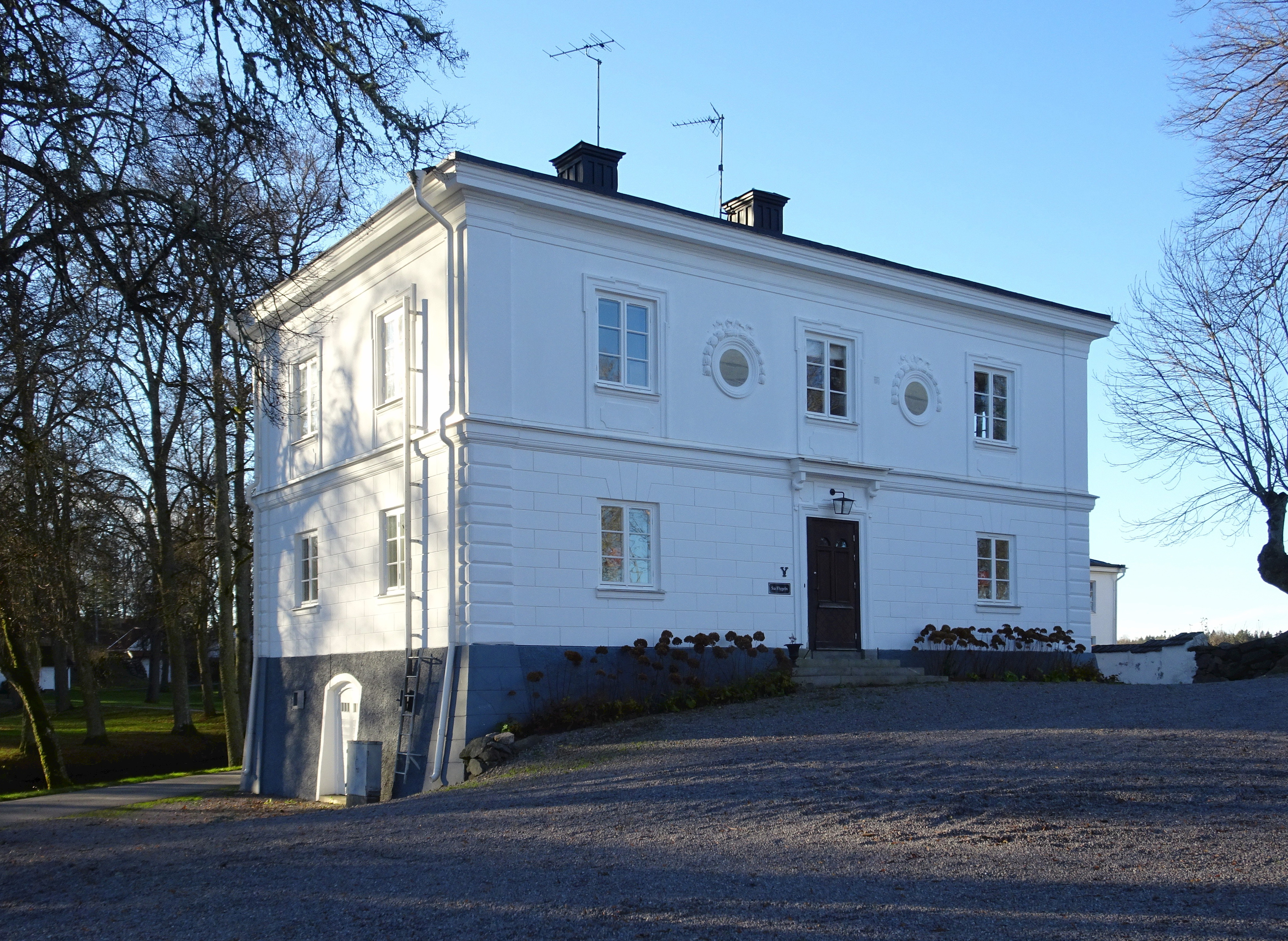
Södra flygeln.
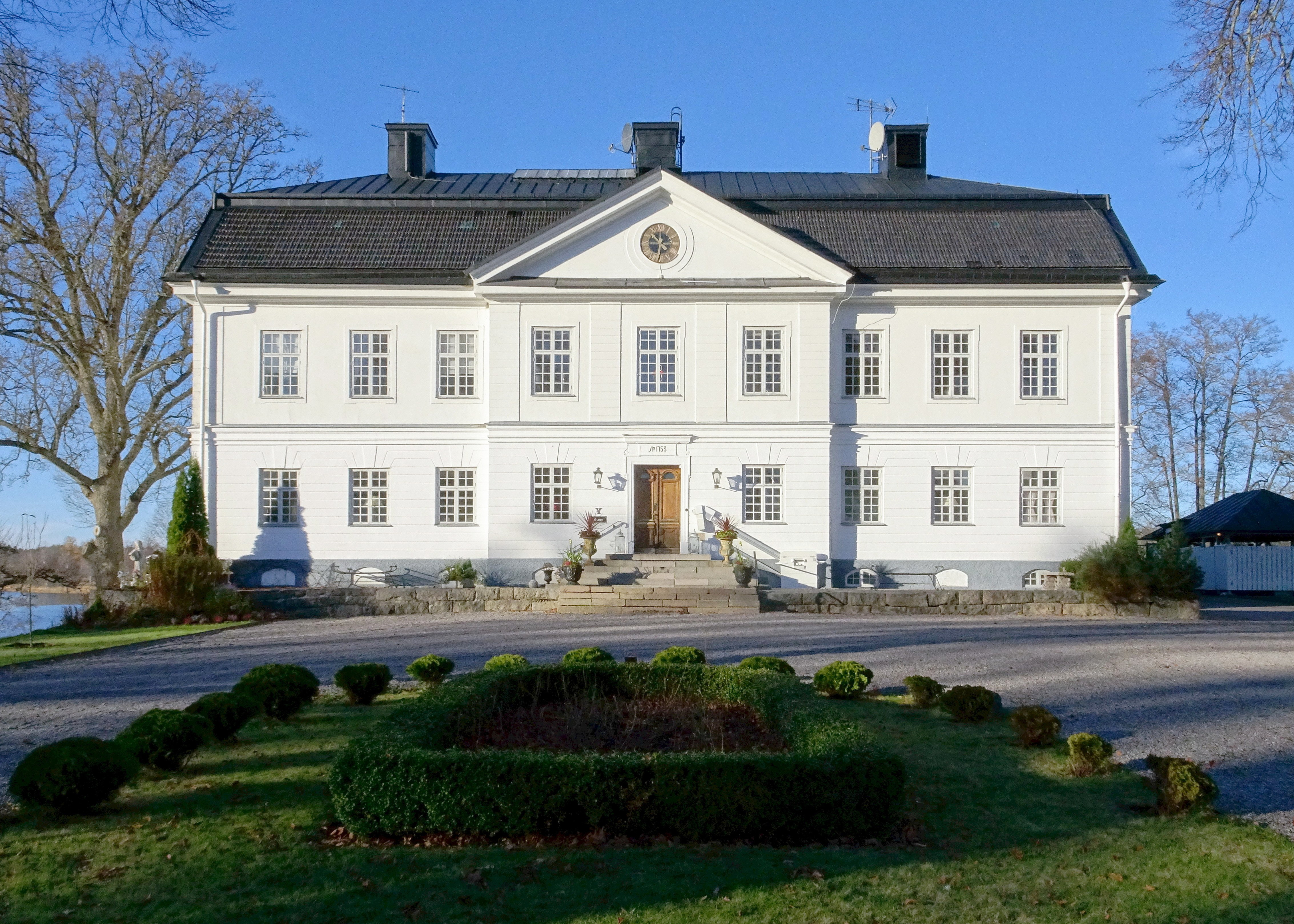
Entréfasad.
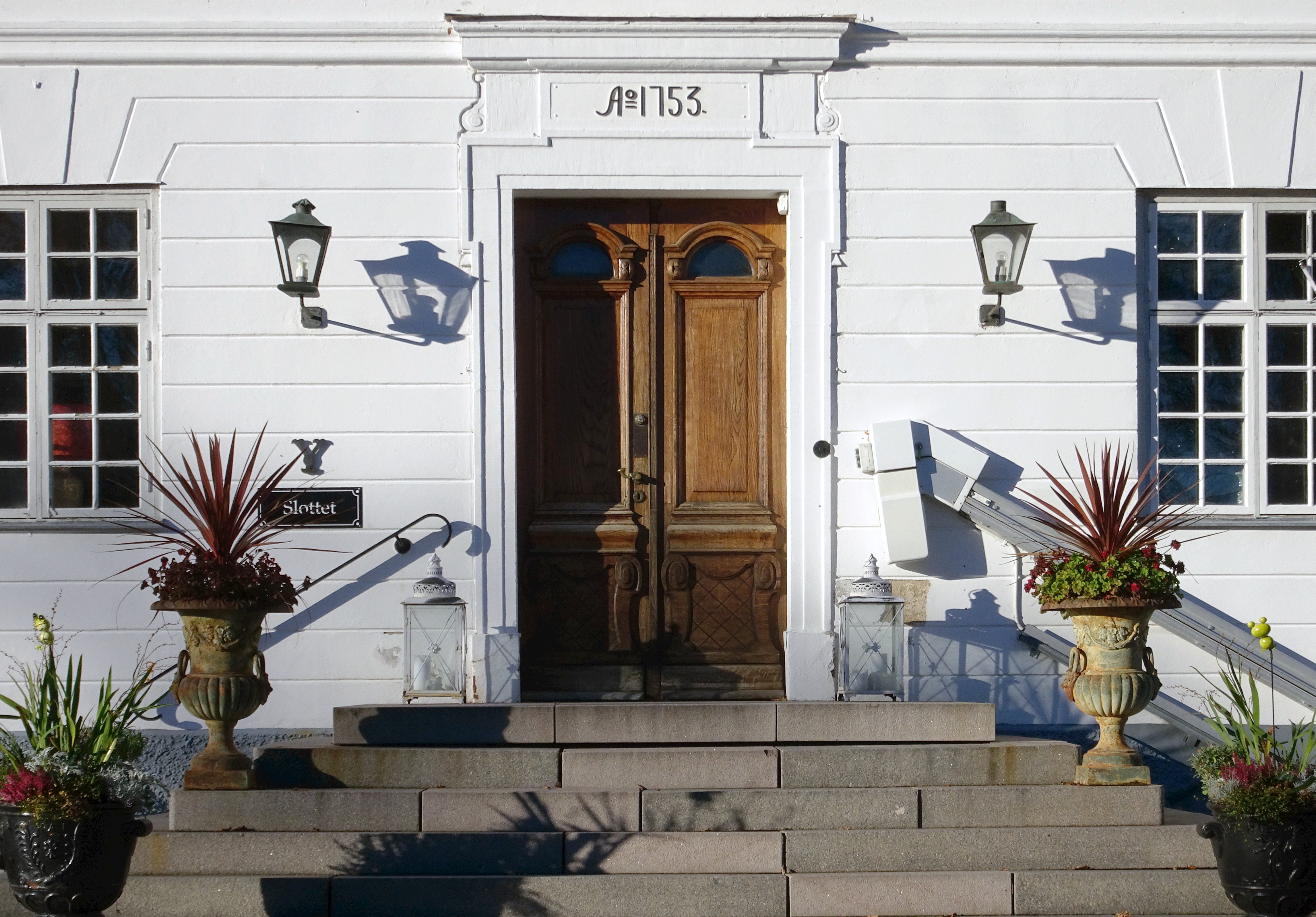
Entréportal.
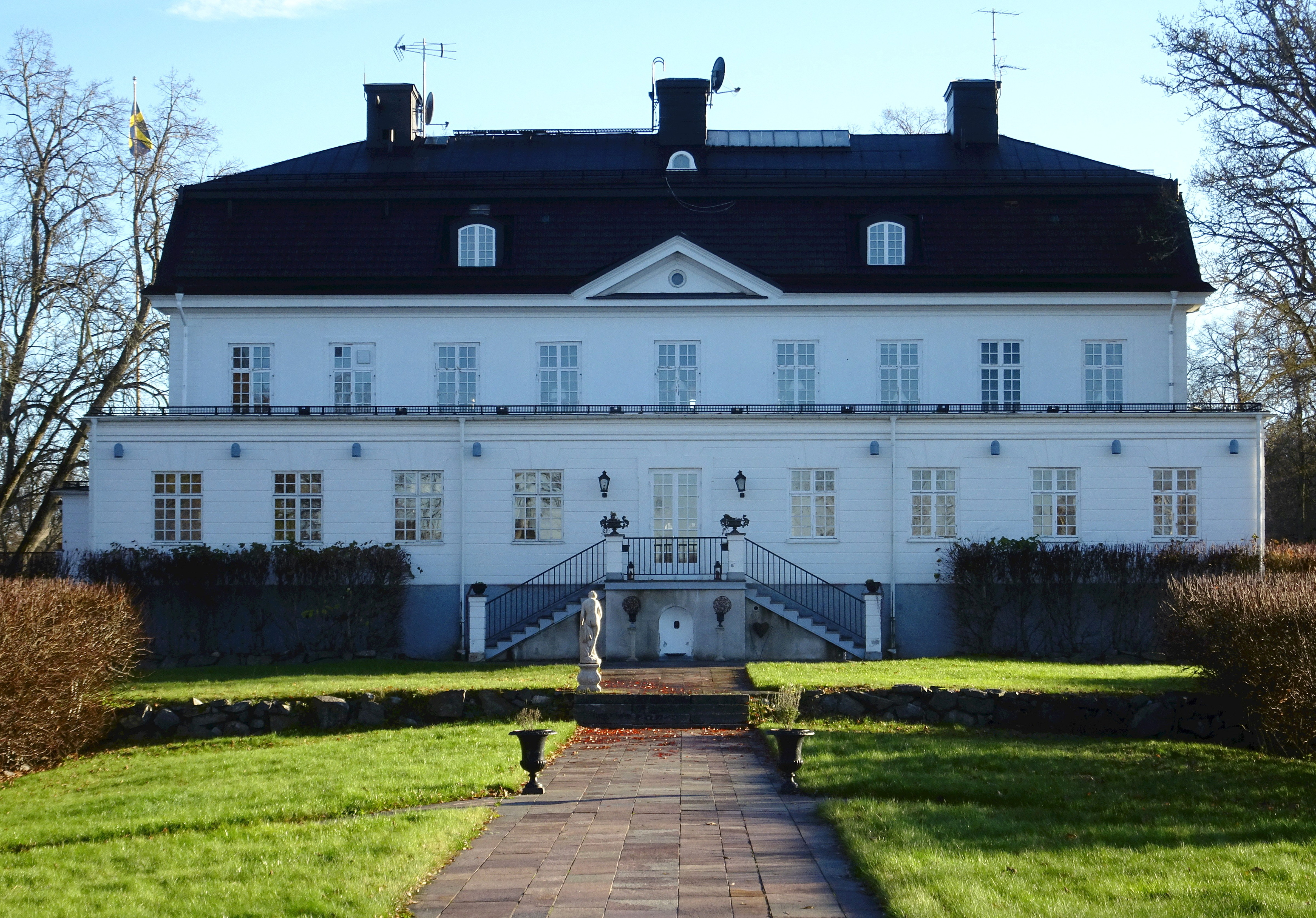
Gårdsfasad.
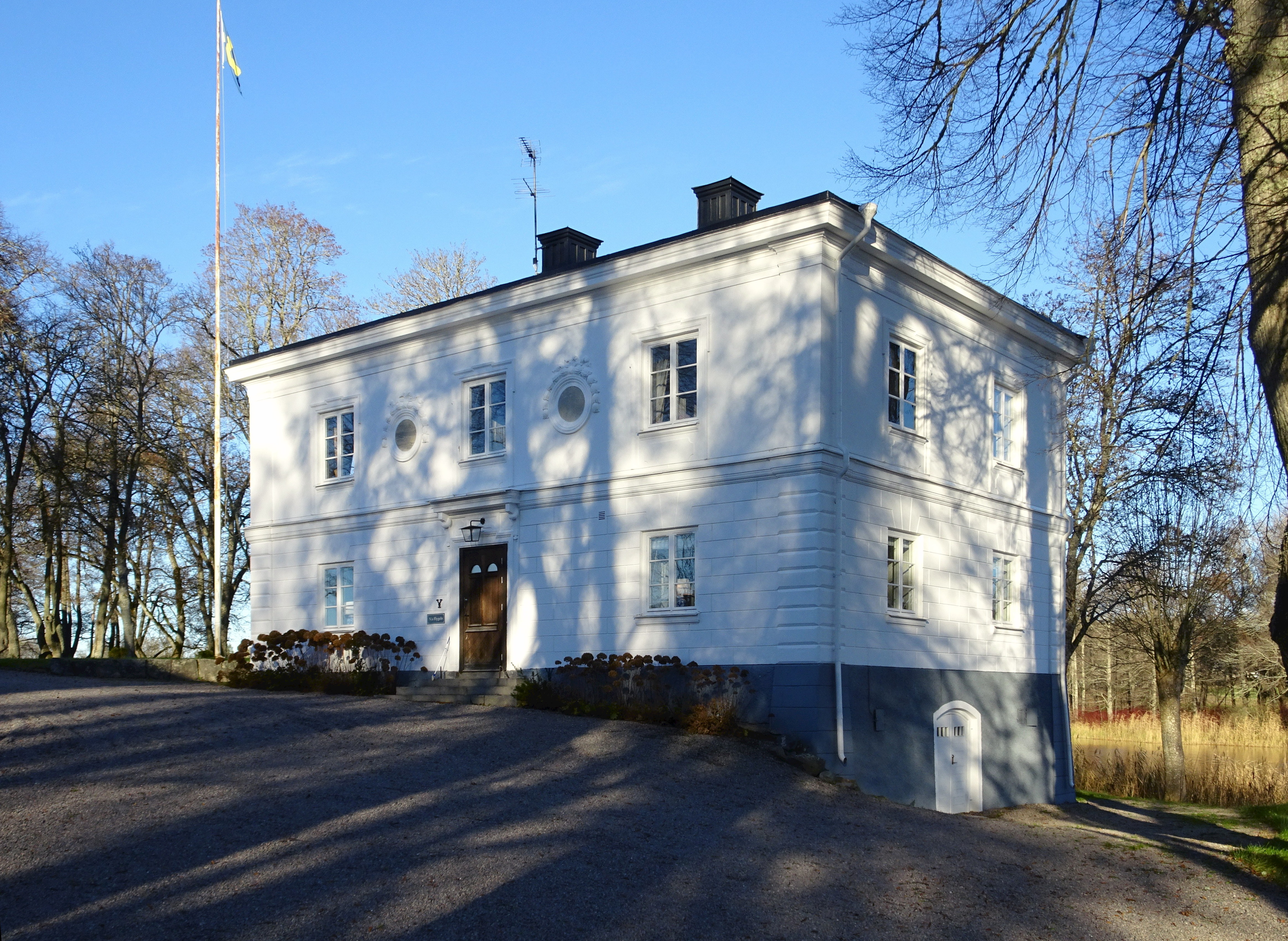
Norra flygeln.

Övriga byggnader och omgivningen
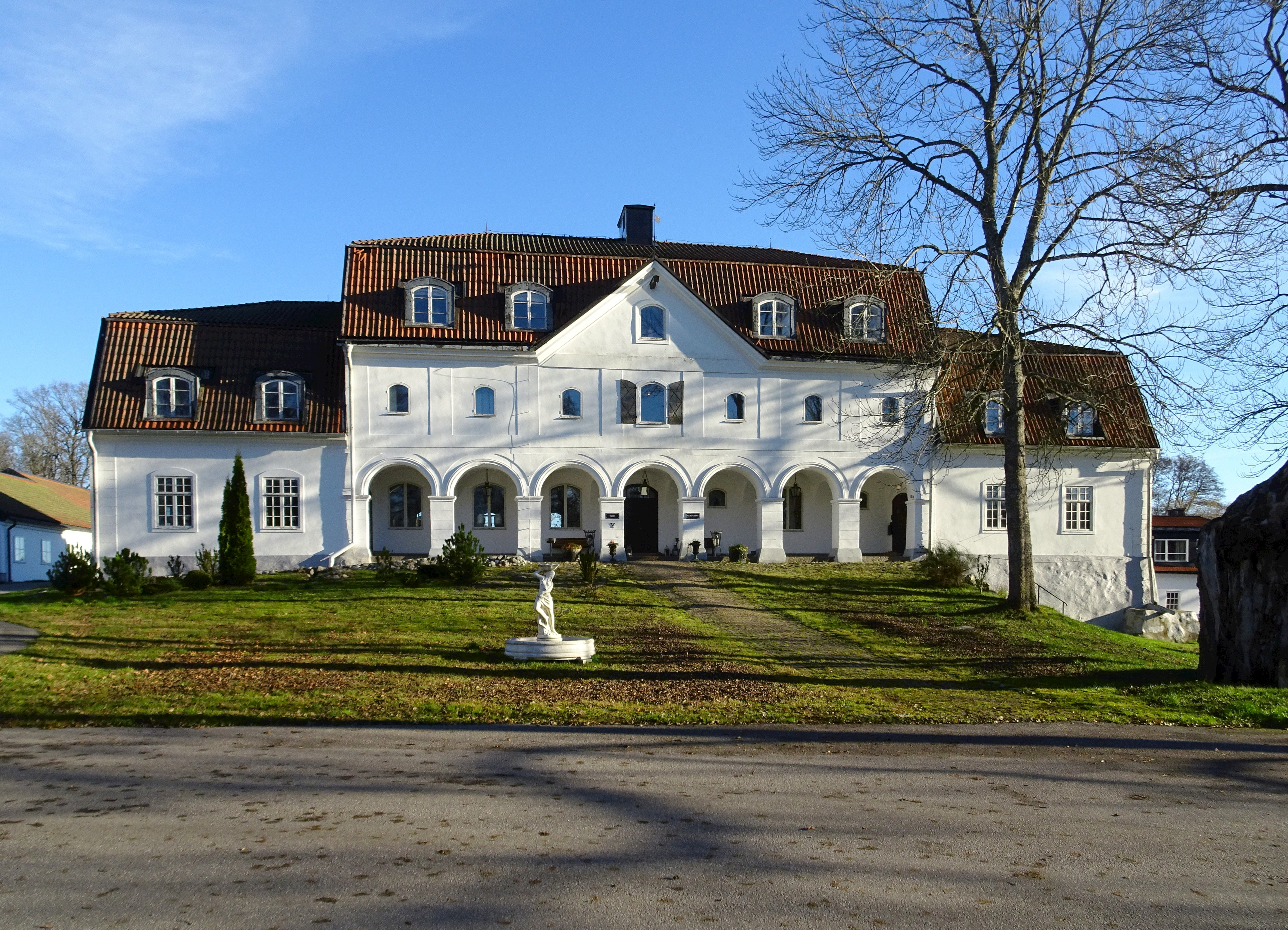
Före detta stallet.
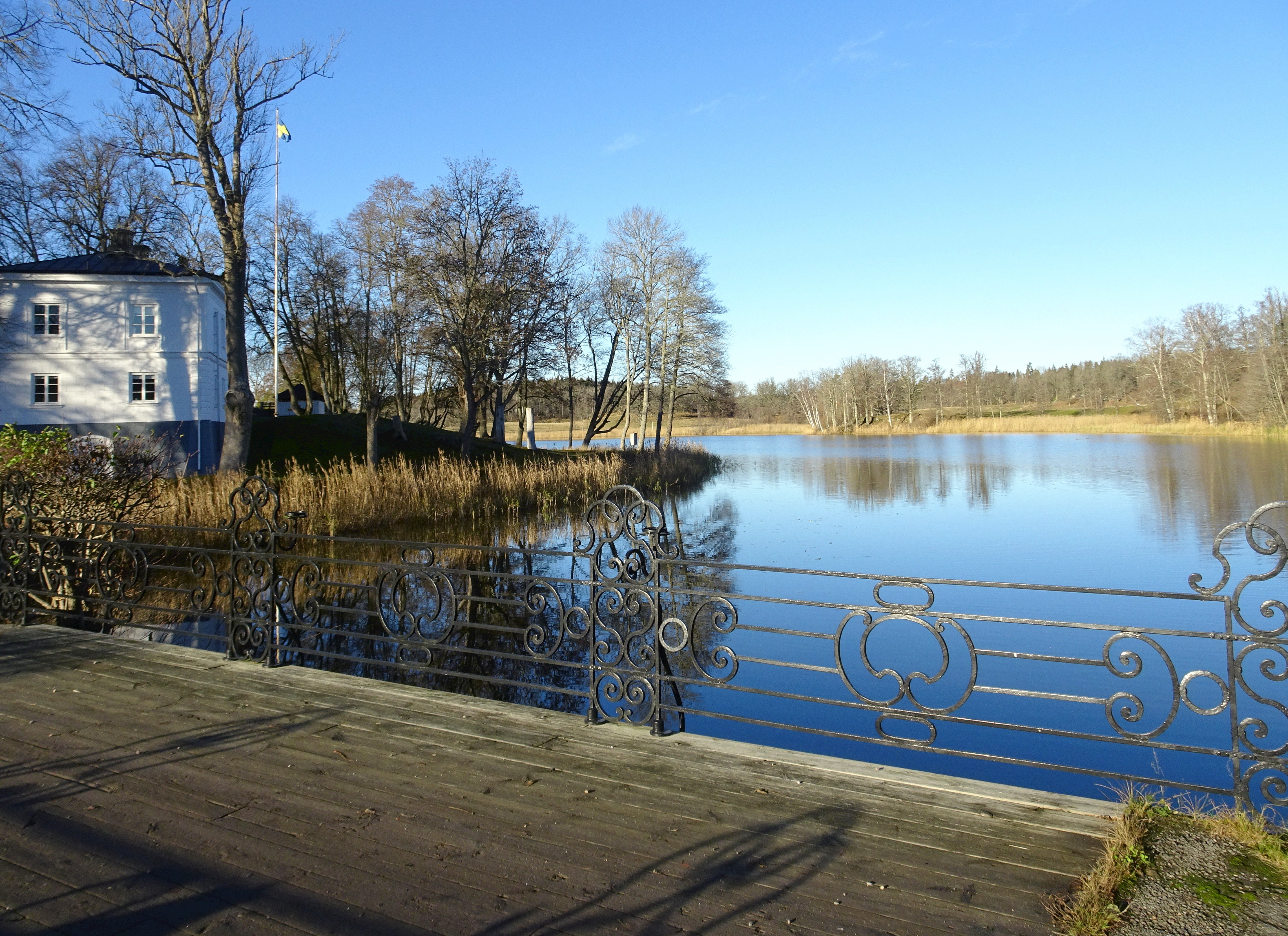
Bron över Yxtasjön.
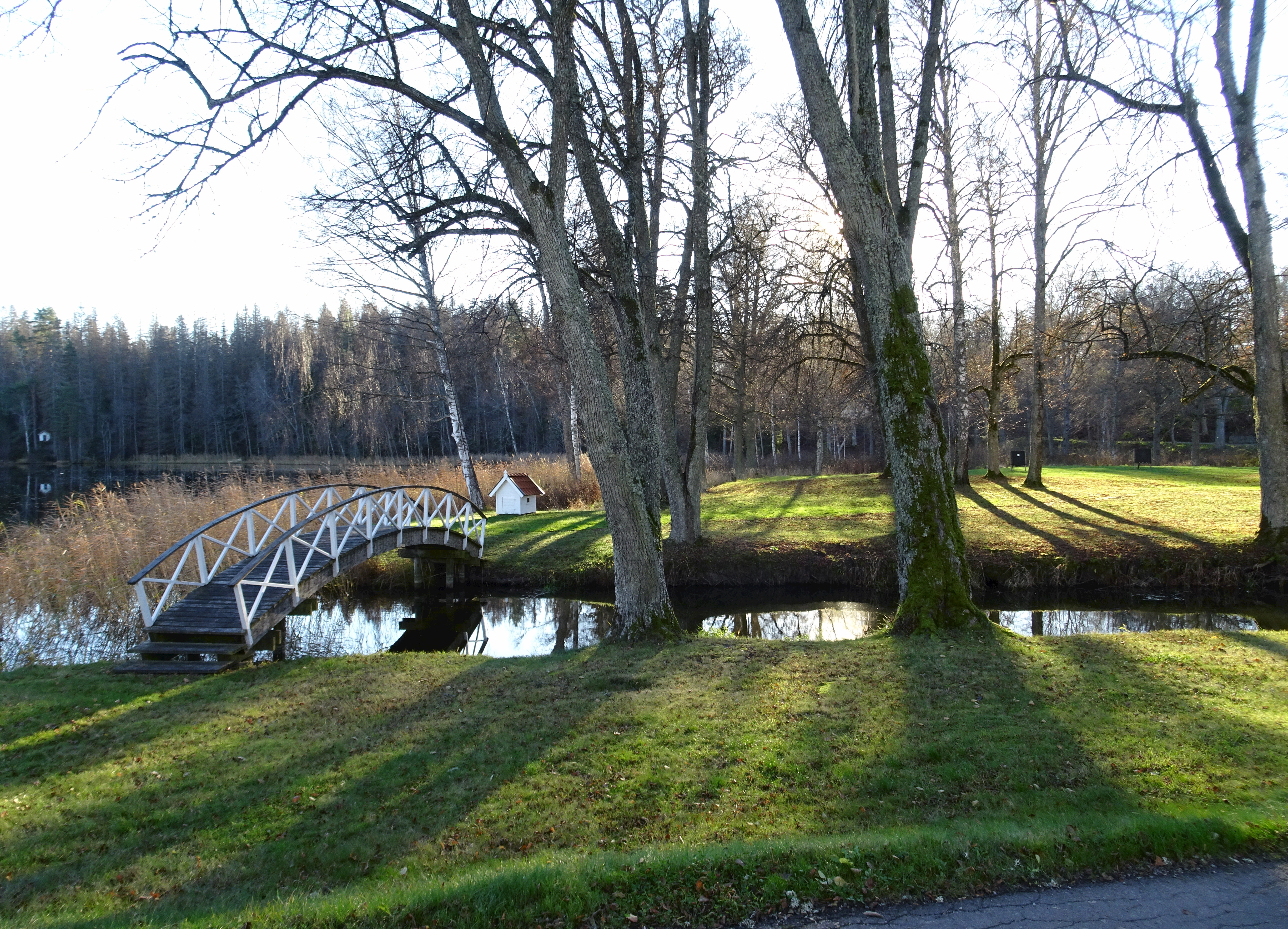
Parken.
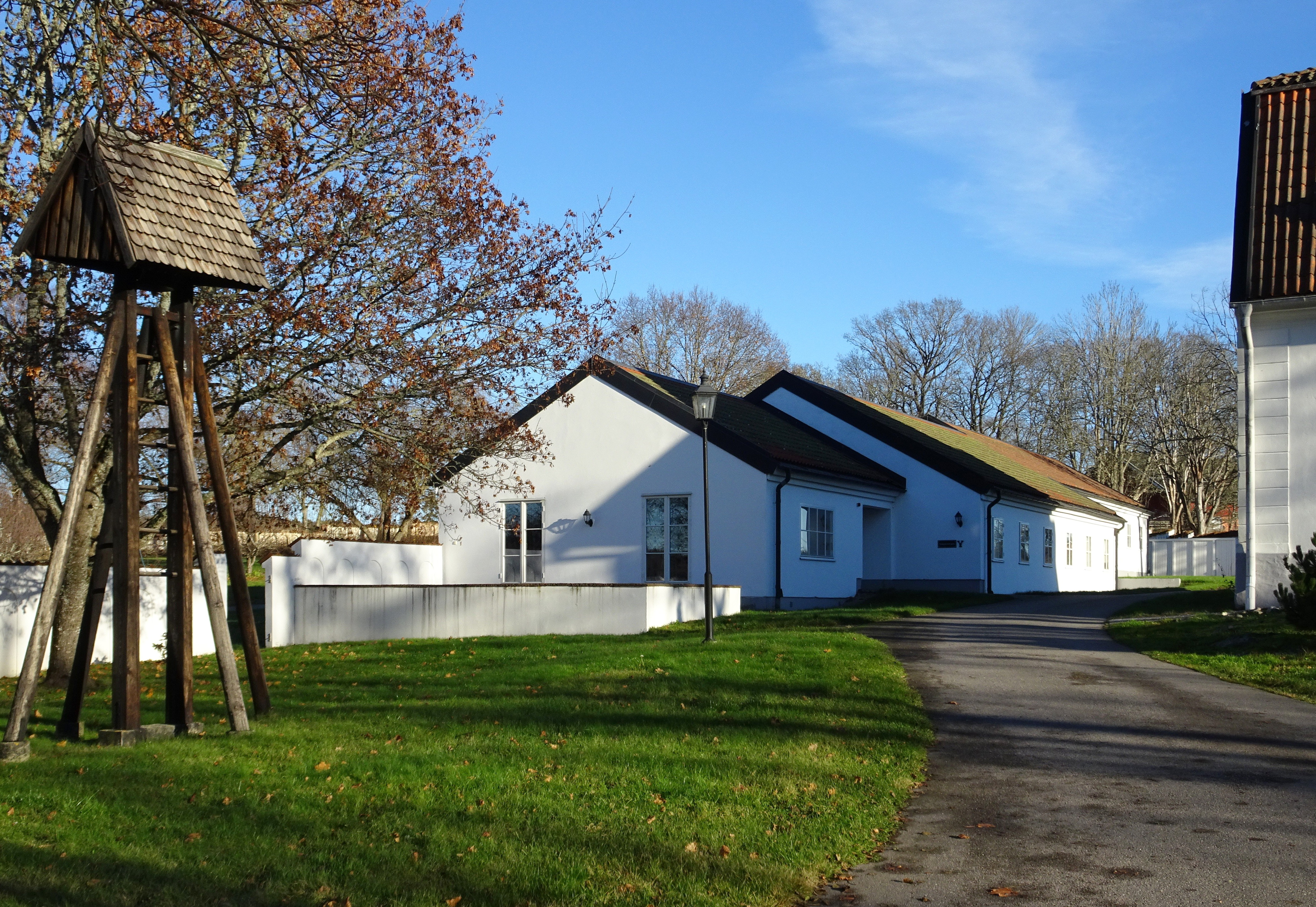
Trädgårdsflygeln.
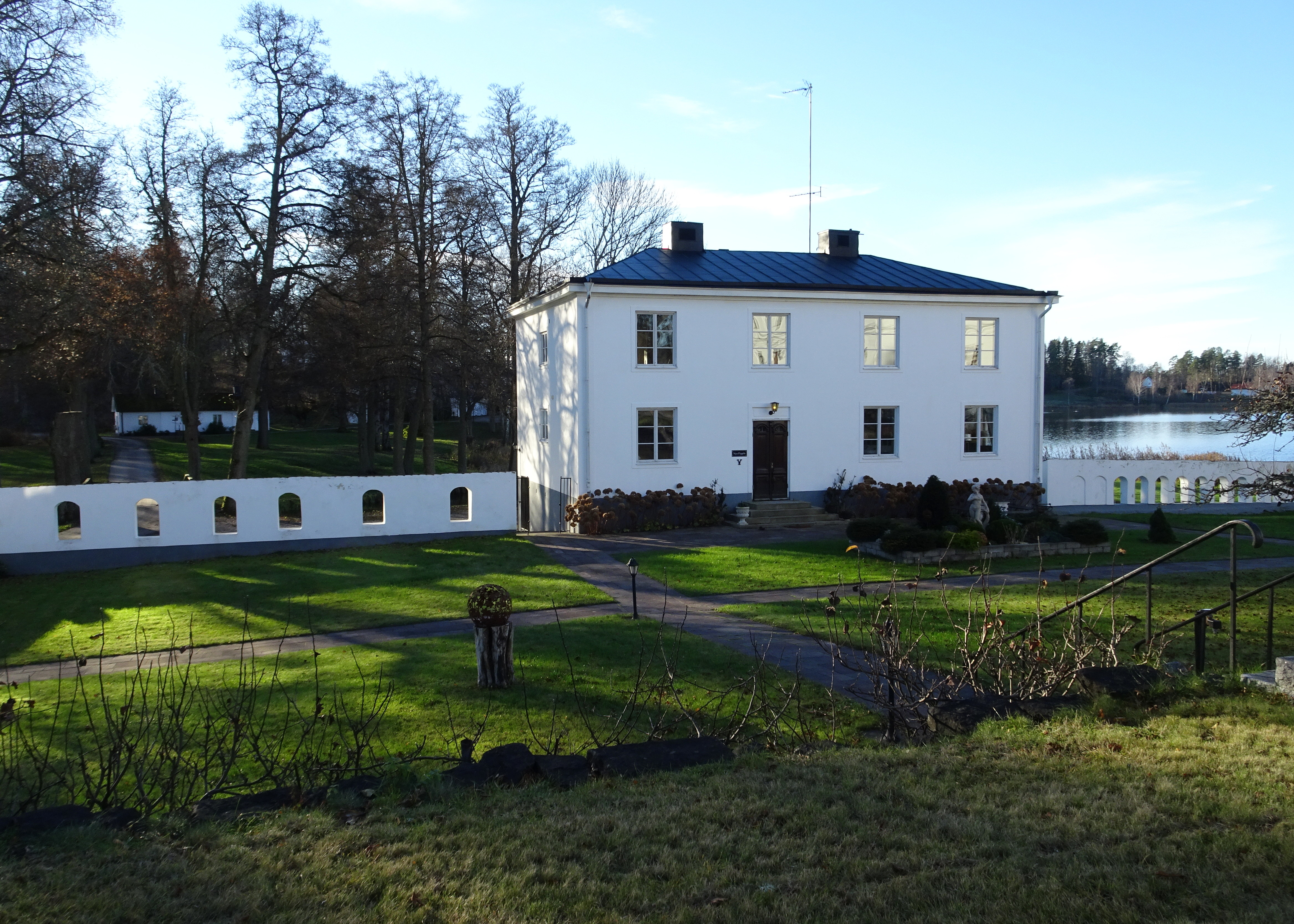
Nya flygeln.

### Ägolängd
- 1329:	Lars Knutsson
- 1300-tal: Vårfrukloster
- 1300-tal: Strängnäs domkyrka
- 1431: 	Måns Nilsson Gera
- ????:	Nils Månsson
- ????:	Nyköpings slottslän
- 1562:	Hans Persson af Forstenaätten
- ????:	Malin Sparre (föregåendes änka) † 1579
- ????:	Erik Jönsson Lillie
- ????:	Sven Lillie (Lilje) † 1609
- 1609:	Anna Eriksdotter Ulfsparre af Broxvik (föregåendes änka) † 1635
- ????:	Johan Månsson Ulfsparre (föregåendes brorson, genom överlåtelse)
- 1628:	Brita Liljesparre (föregåendes fru, genom morgongåva) † 1665
- 1659:	Hans Ulfsparre af Broxvik
- 1680:	Jakob Fleming (genom pant) † 1689
- 1689:	Sigrid Ebba (föregåendes dotter) † 1725
- 1725:	Föregåendes barn gemensamt
- 1738:	Gustaf Nils Clodt (gift med Beata Gustava Sparre af Rossvik )
- 1783:	Anders Tottie † 1816
- 1816:	Margareta Schröder (föregåendes änka) † 1830
- 1830:	Carl De Geer, greve
- 1861:	Ulrika Sofia Sprengtporten (föregåendes änka)
- 1869:	Karl Baltzar Ernst von Platen (föregåendes dotterson)
- 1875:	Gustaf Axel Hamilton, greve
- 1884:	S E W von Brehmer, kapten
- 1888:	C W Rettig, brukspatron
- 1902:	E P Philipsson, generalkonsul
- 1909:	Samuel af Ugglas, kammarherre
- 1915:	Sten Bielke och hans syster Anna Pauline
- 1948:	Svenska Arbetsgivareföreningen
- 2010:	Wonna I de Jong